# Siphlonurus luridipennis
Siphlonurus luridipennis är en dagsländeart som först beskrevs av Hermann Burmeister 1839.  Siphlonurus luridipennis ingår i släktet Siphlonurus och familjen simdagsländor. Inga underarter finns listade i Catalogue of Life.